# Plan de San Luis, Tamaulipas
Plan de San Luis är en ort i Mexiko.   Den ligger i kommunen Antiguo Morelos och delstaten Tamaulipas, i den centrala delen av landet, 400 km norr om huvudstaden Mexico City. Plan de San Luis ligger 169 meter över havet och antalet invånare är 169.
Terrängen runt Plan de San Luis är kuperad norrut, men söderut är den platt. Runt Plan de San Luis är det ganska tätbefolkat, med 62 invånare per kvadratkilometer. Närmaste större samhälle är Ciudad Mante, 17,5 km nordost om Plan de San Luis. I omgivningarna runt Plan de San Luis växer huvudsakligen savannskog.